# Teratoscincus
Teratoscincus är ett släkte av ödlor. Teratoscincus ingår i familjen Sphaerodactylidae.
Släktets arter lever i Centralasien norrut till södra Ryssland och västerut till Arabiska halvön. De vistas i halvöknar och stäpper ofta vid sanddyner där de gräver djup underjordiska bon. Unga exemplar har vanligen mörka tvärstrimmor över ryggen och hos äldre individer ökar andelen av krämfärgade ställen. Med åldern omvandlas strimmorna till fläckar eller punkter. De mest kända arterna når en längd av 12 till 20 cm. På svansen finns hårdare fjäll och när de rörs mot varandra uppstår ett ljud som liknar skallerormarnas varningsljud. När temperaturen är lägre än 16 eller 10 °C faller individerna dvala. Före parningen försvarar hannen ett revir som delas med en hona. Honan lägger två ägg per tillfälle som kläcks efter 50 till 60 dagar vid temperaturer mellan 25 och 30 °C.
Arter enligt Catalogue of Life:
- Teratoscincus bedriagai
- Teratoscincus microlepis
- Teratoscincus przewalskii
- Teratoscincus roborowskii
- Teratoscincus rustamowi
- Teratoscincus scincus
- Teratoscincus toksunicus